# Slovakiets håndboldlandshold (damer)
Slovakiets håndboldlandshold for kvinder er det kvindelige landshold i håndbold for Slovakiet. Det repræsenterer landet i internationale håndboldturneringer. Landsholdet reguleres af Slovenský zväz hádzanej.
Holdet deltog ved VM 1995 i Ungarn og Østrig, hvor det endte på 12. pladsen. Holdet kvalificerede sig for første gang i 26 år, til en VM-slutrunde i 2021 i Spanien, på et wildcard.

## Resultater

### Verdensmesterskabet
| År     | Runde                                    | Placering                                | K                                        | V                                        | U                                        | T                                        | MÅ+                                      | MÅ-                                      |
| ------ | ---------------------------------------- | ---------------------------------------- | ---------------------------------------- | ---------------------------------------- | ---------------------------------------- | ---------------------------------------- | ---------------------------------------- | ---------------------------------------- |
| 1993   | Kvalificeret som del af Tjekkoslovakiet. | Kvalificeret som del af Tjekkoslovakiet. | Kvalificeret som del af Tjekkoslovakiet. | Kvalificeret som del af Tjekkoslovakiet. | Kvalificeret som del af Tjekkoslovakiet. | Kvalificeret som del af Tjekkoslovakiet. | Kvalificeret som del af Tjekkoslovakiet. | Kvalificeret som del af Tjekkoslovakiet. |
| / 1995 | 11./12. plads                            | 12.                                      | 8                                        | 2                                        | 1                                        | 5                                        | 184                                      | 204                                      |
| 1997   | Kvalificerede sig ikke                   | Kvalificerede sig ikke                   | Kvalificerede sig ikke                   | Kvalificerede sig ikke                   | Kvalificerede sig ikke                   | Kvalificerede sig ikke                   | Kvalificerede sig ikke                   | Kvalificerede sig ikke                   |
| / 1999 | Kvalificerede sig ikke                   | Kvalificerede sig ikke                   | Kvalificerede sig ikke                   | Kvalificerede sig ikke                   | Kvalificerede sig ikke                   | Kvalificerede sig ikke                   | Kvalificerede sig ikke                   | Kvalificerede sig ikke                   |
| 2001   | Kvalificerede sig ikke                   | Kvalificerede sig ikke                   | Kvalificerede sig ikke                   | Kvalificerede sig ikke                   | Kvalificerede sig ikke                   | Kvalificerede sig ikke                   | Kvalificerede sig ikke                   | Kvalificerede sig ikke                   |
| 2003   | Kvalificerede sig ikke                   | Kvalificerede sig ikke                   | Kvalificerede sig ikke                   | Kvalificerede sig ikke                   | Kvalificerede sig ikke                   | Kvalificerede sig ikke                   | Kvalificerede sig ikke                   | Kvalificerede sig ikke                   |
| 2005   | Kvalificerede sig ikke                   | Kvalificerede sig ikke                   | Kvalificerede sig ikke                   | Kvalificerede sig ikke                   | Kvalificerede sig ikke                   | Kvalificerede sig ikke                   | Kvalificerede sig ikke                   | Kvalificerede sig ikke                   |
| 2007   | Kvalificerede sig ikke                   | Kvalificerede sig ikke                   | Kvalificerede sig ikke                   | Kvalificerede sig ikke                   | Kvalificerede sig ikke                   | Kvalificerede sig ikke                   | Kvalificerede sig ikke                   | Kvalificerede sig ikke                   |
| 2009   | Kvalificerede sig ikke                   | Kvalificerede sig ikke                   | Kvalificerede sig ikke                   | Kvalificerede sig ikke                   | Kvalificerede sig ikke                   | Kvalificerede sig ikke                   | Kvalificerede sig ikke                   | Kvalificerede sig ikke                   |
| 2011   | Kvalificerede sig ikke                   | Kvalificerede sig ikke                   | Kvalificerede sig ikke                   | Kvalificerede sig ikke                   | Kvalificerede sig ikke                   | Kvalificerede sig ikke                   | Kvalificerede sig ikke                   | Kvalificerede sig ikke                   |
| 2013   | Kvalificerede sig ikke                   | Kvalificerede sig ikke                   | Kvalificerede sig ikke                   | Kvalificerede sig ikke                   | Kvalificerede sig ikke                   | Kvalificerede sig ikke                   | Kvalificerede sig ikke                   | Kvalificerede sig ikke                   |
| 2015   | Kvalificerede sig ikke                   | Kvalificerede sig ikke                   | Kvalificerede sig ikke                   | Kvalificerede sig ikke                   | Kvalificerede sig ikke                   | Kvalificerede sig ikke                   | Kvalificerede sig ikke                   | Kvalificerede sig ikke                   |
| 2017   | Kvalificerede sig ikke                   | Kvalificerede sig ikke                   | Kvalificerede sig ikke                   | Kvalificerede sig ikke                   | Kvalificerede sig ikke                   | Kvalificerede sig ikke                   | Kvalificerede sig ikke                   | Kvalificerede sig ikke                   |
| 2021   | 25./26. plads                            | 26.                                      | 7                                        | 3                                        | 0                                        | 4                                        | 169                                      | 172                                      |
| / 2023 | TBD                                      | TBD                                      | TBD                                      | TBD                                      | TBD                                      | TBD                                      | TBD                                      | TBD                                      |
| / 2025 | TBD                                      | TBD                                      | TBD                                      | TBD                                      | TBD                                      | TBD                                      | TBD                                      | TBD                                      |
| 2027   | TBD                                      | TBD                                      | TBD                                      | TBD                                      | TBD                                      | TBD                                      | TBD                                      | TBD                                      |
| Total  | 2/16                                     | –                                        | 15                                       | 5                                        | 1                                        | 9                                        | 353                                      | 376                                      |

### Europamesterskabet
| År     | Runde                  | Placering              | K                      | V                      | U                      | T                      | MÅ+                    | MÅ-                    |
| ------ | ---------------------- | ---------------------- | ---------------------- | ---------------------- | ---------------------- | ---------------------- | ---------------------- | ---------------------- |
| 1994   | 11./12. plads          | 12.                    | 5                      | 0                      | 2                      | 4                      | 111                    | 148                    |
| 1996   | Kvalificerede sig ikke | Kvalificerede sig ikke | Kvalificerede sig ikke | Kvalificerede sig ikke | Kvalificerede sig ikke | Kvalificerede sig ikke | Kvalificerede sig ikke | Kvalificerede sig ikke |
| 1998   | Kvalificerede sig ikke | Kvalificerede sig ikke | Kvalificerede sig ikke | Kvalificerede sig ikke | Kvalificerede sig ikke | Kvalificerede sig ikke | Kvalificerede sig ikke | Kvalificerede sig ikke |
| 2000   | Kvalificerede sig ikke | Kvalificerede sig ikke | Kvalificerede sig ikke | Kvalificerede sig ikke | Kvalificerede sig ikke | Kvalificerede sig ikke | Kvalificerede sig ikke | Kvalificerede sig ikke |
| 2002   | Kvalificerede sig ikke | Kvalificerede sig ikke | Kvalificerede sig ikke | Kvalificerede sig ikke | Kvalificerede sig ikke | Kvalificerede sig ikke | Kvalificerede sig ikke | Kvalificerede sig ikke |
| 2004   | Kvalificerede sig ikke | Kvalificerede sig ikke | Kvalificerede sig ikke | Kvalificerede sig ikke | Kvalificerede sig ikke | Kvalificerede sig ikke | Kvalificerede sig ikke | Kvalificerede sig ikke |
| 2006   | Kvalificerede sig ikke | Kvalificerede sig ikke | Kvalificerede sig ikke | Kvalificerede sig ikke | Kvalificerede sig ikke | Kvalificerede sig ikke | Kvalificerede sig ikke | Kvalificerede sig ikke |
| 2008   | Kvalificerede sig ikke | Kvalificerede sig ikke | Kvalificerede sig ikke | Kvalificerede sig ikke | Kvalificerede sig ikke | Kvalificerede sig ikke | Kvalificerede sig ikke | Kvalificerede sig ikke |
| / 2010 | Kvalificerede sig ikke | Kvalificerede sig ikke | Kvalificerede sig ikke | Kvalificerede sig ikke | Kvalificerede sig ikke | Kvalificerede sig ikke | Kvalificerede sig ikke | Kvalificerede sig ikke |
| 2012   | Kvalificerede sig ikke | Kvalificerede sig ikke | Kvalificerede sig ikke | Kvalificerede sig ikke | Kvalificerede sig ikke | Kvalificerede sig ikke | Kvalificerede sig ikke | Kvalificerede sig ikke |
| / 2014 | Mellemrunden           | 12.                    | 6                      | 1                      | 0                      | 5                      | 129                    | 167                    |
| 2016   | Kvalificerede sig ikke | Kvalificerede sig ikke | Kvalificerede sig ikke | Kvalificerede sig ikke | Kvalificerede sig ikke | Kvalificerede sig ikke | Kvalificerede sig ikke | Kvalificerede sig ikke |
| 2018   | Kvalificerede sig ikke | Kvalificerede sig ikke | Kvalificerede sig ikke | Kvalificerede sig ikke | Kvalificerede sig ikke | Kvalificerede sig ikke | Kvalificerede sig ikke | Kvalificerede sig ikke |
| 2020   | Kvalificerede sig ikke | Kvalificerede sig ikke | Kvalificerede sig ikke | Kvalificerede sig ikke | Kvalificerede sig ikke | Kvalificerede sig ikke | Kvalificerede sig ikke | Kvalificerede sig ikke |
| 2022   | TBD                    | TBD                    | TBD                    | TBD                    | TBD                    | TBD                    | TBD                    | TBD                    |
| 2024   | TBD                    | TBD                    | TBD                    | TBD                    | TBD                    | TBD                    | TBD                    | TBD                    |
| Total  | 2/16                   | –                      | 11                     | 1                      | 2                      | 9                      | 240                    | 315                    |

## Seneste trup
Den nuværende spillertrup ved VM i kvindehåndbold 2021 i Spanien.
Landstræner: Pavol Streicher
| Nr. | Navn                | Position     | Kampe | Mål | Klub                             |
| --- | ------------------- | ------------ | ----- | --- | -------------------------------- |
| 5   | Marianna Rebičová   | Venstre back | 51    | 40  | IUVENTA Michalovce               |
| 6   | Martina Popovcová   | Venstre fløj | 10    | 25  | IUVENTA Michalovce               |
| 10  | Katarína Pócsíková  | Højre back   | 22    | 21  | HK Slovan Duslo Šaľa             |
| 11  | Barbora Lancz       | Højre back   | 9     | 20  | Mosonmagyaróvári KC SE           |
| 15  | Anette Hudáková     | Venstre back | 7     | 1   | Alba Regia-KSE                   |
| 17  | Vladimíra Bajčiová  | Playmaker    | 10    | 0   | IUVENTA Michalovce               |
| 19  | Adriána Holejová    | Playmaker    | 10    | 25  | IUVENTA Michalovce               |
| 21  | Simona Szarková     | Venstre back | 68    | 232 | Siófok KC                        |
| 27  | Natália Némethová   | Venstre back | 7     | 10  | HC DAC Dunajská Streda           |
| 31  | Nikoleta Trúnková   | Stregspiller | 21    | 36  | IUVENTA Michalovce               |
| 32  | Valéria Dulinová    | Stregspiller | 4     | 1   | IUVENTA Michalovce               |
| 37  | Bibiana Štefaniková | Højre fløj   | 2     | 0   | IUVENTA Michalovce               |
| 42  | Karin Bujnochová    | Højre back   | 31    | 42  | Achenheim Truchtersheim Handball |
| 44  | Boglárka Bízik      | Playmaker    | 4     | 0   | HC DAC Dunajská Streda           |
| 66  | Adriana Medveďová   | Målvogter    | 59    | 1   | Handballclub Fivers Margareten   |
| 71  | Alexandra Ivanicja  | Målvogter    | 4     | 1   | AZS Politechnika Koszalin        |
| 90  | Viktória Oguntoyová | Målvogter    | 20    | 0   | HC DAC Dunajská Streda           |
| 91  | Réka Bíziková       | Venstre fløj | 42    | 77  | HC DAC Dunajská Streda           |

## Kendte spillere
- Lýdia Jakubisová